# Villanueva del Duque
Villanueva del Duque és un municipi de la província de Còrdova a la comunitat autònoma d'Andalusia, a la comarca de Valle de los Pedroches.

## Demografia
| 1996  | 1998  | 1999  | 2000  | 2001  | 2002  | 2003  | 2004  | 2005  | 2006  |
| ----- | ----- | ----- | ----- | ----- | ----- | ----- | ----- | ----- | ----- |
| 1.895 | 1.833 | 1.825 | 1.808 | 1.786 | 1.743 | 1.711 | 1.689 | 1.694 | 1.666 |